# Conchoïde de de Sluze

Conchoïdes de de Sluze pour plusieurs valeurs de a

En géométrie algébrique, les conchoïdes de de Sluze sont une famille de courbes planes étudiées en 1662 par le mathématicien wallon René François Walter, baron de Sluze,.
Les courbes sont définies par l'équation polaire
{\displaystyle r=\sec \theta +a\cos \theta \,.}
En coordonnées cartésiennes, les courbes vérifient l'équation implicite
{\displaystyle (x-1)(x^{2}+y^{2})=ax^{2}\,}
à ceci près que pour a = 0 la forme implicite a un nœud au point (0,0) non présent dans la forme polaire.
Ce sont des courbes planes rationnelles, circulaires et cubiques.
Ces expressions ont toute la droite asymptote d'équation x = 1 (pour a ≠ 0 ). Le point le plus éloigné de l'asymptote est (1 + a, 0) . Le point (0,0) est un crunode pour a < −1.
Le nom de conchoïde vient du fait que le baron de Sluze a étudié la courbe des points M tels que, pour un pole O et un point M0 sur la droite d'équation x = a, on a {\displaystyle {\overline {OM_{0}}}\cdot {\overline {M_{0}M}}=b^{2}}, soit la courbe d'équation {\displaystyle a(x-a)(x^{2}+y^{2})=b^{2}x^{2}}.
L'aire entre la courbe et l'asymptote est, pour a ≥ −1,
{\displaystyle |a|(1+a/4)\pi \,}
tandis que pour a < −1, l'aire est
{\displaystyle \left(1-{\frac {a}{2}}\right){\sqrt {-(a+1)}}-a\left(2+{\frac {a}{2}}\right)\arcsin {\frac {1}{\sqrt {-a}}}.}
Si a < −1, la courbe aura une boucle. L'aire de la boucle est égale à
{\displaystyle \left(2+{\frac {a}{2}}\right)a\arccos {\frac {1}{\sqrt {-a}}}+\left(1-{\frac {a}{2}}\right){\sqrt {-(a+1)}}.}
Dans le faisceau, on retrouve les cas particuliers suivants :
- a = 0, droite (asymptote des autres composantes du faisceau)
- a = −1, cissoïde de Dioclès
- a = −2, strophoïde droite
- a = −4, trisectrice de Maclaurin